# 戴维·韦斯科特
戴维·韦斯科特（英語：David Westcott，1957年5月14日—），英国前男子板球、曲棍球运动员。他曾代表英国国家队参加1984年夏季奥林匹克运动会曲棍球比赛，获得一枚铜牌。